# Mei
Mei (Mei long) – teropod z rodziny troodonów.
Żył w epoce wczesnej kredy (ok. 140 mln lat temu) na terenach wschodniej Azji. Długość ciała ok. 53 cm. Jego szczątki znaleziono w 2004 r. Chinach (prowincja Liaoning).
Odkryta skamieniałość przedstawia tego dinozaura prawdopodobnie w czasie snu (Mei long znaczy „śpiący smok”, z chiń. upr. 寐; pinyin mèi; dosł. „spać głęboko” i chiń. upr. 龙; pinyin lóng; dosł. „smok”). Być może zginął w czasie erupcji wulkanu, przysypany gorącym popiołem wulkanicznym. Do ostatniej drzemki ułożył się z tylnymi kończynami podwiniętymi pod ciało, głowę wtykając pod przednią kończynę i owijając się ogonem. Podobnie wyglądają śpiące ptaki, chowając głowę pod skrzydłami (dzięki temu tracą mniej ciepła). Pozycja podobna do ptasiej może wskazywać na to, iż dany gatunek mógł być stałocieplny.